# Первое Причастие

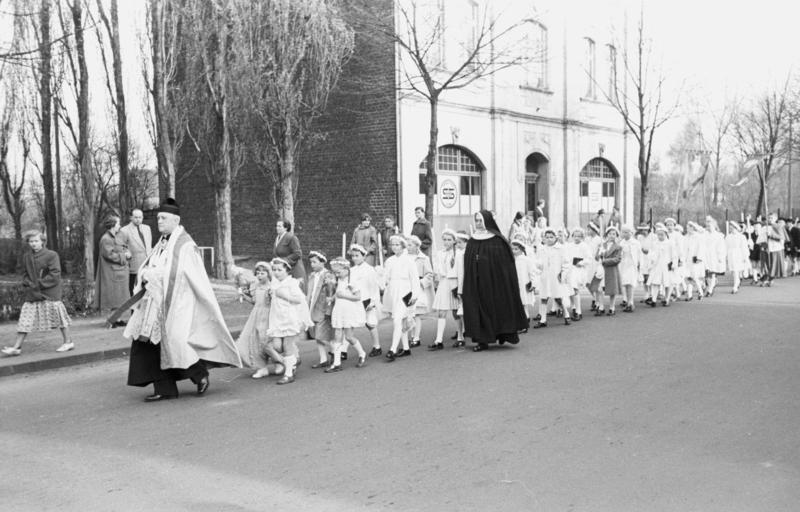
Торжественная процессия детей, принимающих Первое Причастие, Германия

 Первое Причастие  — традиционное для Католической церкви празднество, связанное с принятием ребёнком на литургии в первый раз таинства Евхаристии.

## Первое Причастие
В традиционных католических странах дети принимают Первое Причастие  в возрасте 7—10 лет. Обычно дети готовятся к Первому Причастию в течение года или более длительного времени, занимаясь на уроках катехизации. Первому Причастию предшествует первая исповедь. День принятия Первого Причастия становится важным событием в жизни католической семьи и церковного прихода, что отражается различным образом в обычаях разных народов. На мессе в этот день акцентируется внимание на католическом учении о Евхаристии.
Первое причастие, хотя не так празднично, принимают и взрослые, принявшие таинство Крещения, а также неофиты, вступившие в Католическую церковь. Они, также как и дети, перед принятием Евхаристии проходят длительную духовную подготовку. На первое причастие новокрещённые и перешедшие в Католическую церковь взрослые обычно выходят с зажжёнными свечами, символизирующими свет Христов.

## Учение Католической церкви
Несмотря на то что Первое Причастие дети принимают примерно в возрасте семи-десяти лет и обычно требуется длительная подготовка, в Католической церкви существует единственное ограничение принятия ребёнком или другим лицом таинства Евхаристии: чтобы тот различал обычный хлеб от Евхаристического и верил, как учит Католическая Церковь, что это Иисус Христос . Это же правило действует и для других категорий верующих, которые по каким-либо причинам неадекватно воспринимают реальность (умственные инвалиды, престарелые и т. п.).

## Источник
- Кодекс Канонического Права, изд. Института философии, теологии и истории св. Фомы, М., 2007, ISBN 978-5-94242-045-1